# Pol-e Parzīn
Pol-e Parzīn (persiska: پل پرزین) är en ort i Iran.   Den ligger i provinsen Khuzestan, i den centrala delen av landet, 400 km sydväst om huvudstaden Teheran. Pol-e Parzīn ligger 503 meter över havet och antalet invånare är 297.
Terrängen runt Pol-e Parzīn är huvudsakligen kuperad, men den allra närmaste omgivningen är platt.Runt Pol-e Parzīn är det ganska tätbefolkat, med 80 invånare per kvadratkilometer. Närmaste större samhälle är Gotvand, 13,5 km söder om Pol-e Parzīn. Omgivningarna runt Pol-e Parzīn är i huvudsak ett öppet busklandskap.